# 都祁村
都祁󠄀村（つげむら）は、奈良県の北東部にかつて存在した村である。
2005年4月1日に添上郡月ヶ瀬村とともに奈良市へ編入され、消滅した。

## 地理
奈良県の北東部、笠置山地（大和高原）に位置する。
気候は盆地部より比較的冷涼・寒冷で夏季は過ごしやすく、冬季は厳寒を極める。
村内を名阪国道が横断しており、交通の至便な地である。

## 歴史
- 1955年（昭和30年）1月1日 - 都介野村・針ヶ別所村が合併して発足。
- 2005年（平成17年）4月1日 - 奈良市に編入。同日都祁村廃止。

## 地名
- （奈良県奈良市）都祁小山戸町〒632-0243 山辺郡小山戸村（都介野村）
- 都祁甲岡町〒632-0247 山辺郡甲岡村（都介野村）
- 都祁こぶしが丘〒632-0232 山辺郡吐山村（都介野村）の一部
- 都祁白石町	〒632-0221 山辺郡白石村（旧都介野村地区）に由来
- 都祁相河町〒632-0242 山辺郡相河村（都介野村）に由来
- 都祁吐山町	〒632-0231 山辺郡吐山村（都介野村）に由来
- 都祁南之庄町 〒632-0241山辺郡南ノ庄村（都介野村）に由来
- 都祁友田町〒632-0246 山辺郡友田村（都介野村）に由来
- 都祁馬場町 〒632-0113 山辺郡馬場村 (針ヶ別所村）に由来

## 隣接する自治体
- 奈良市、天理市、桜井市、山辺郡山添村、宇陀郡榛原町、室生村

## 教育
都祁村立の教育施設は、合併に伴い、全て奈良市に移管された。

### 小学校
- 奈良市立都祁小学校

以下三校は平成29年4月、都祁小学校に統合。
- 奈良市立吐山（はやま）小学校
- 奈良市立六郷（りくごう）小学校
- 奈良市立並松（なんまつ）小学校

### 中学校
- 奈良市立都祁中学校[3]

### 高等学校
- 奈良県立山辺高等学校

## 交通

### 道路

#### 国道
- 名阪国道 一本松IC - 針IC - 小倉IC
- 国道25号
- 国道369号

#### 県道
- 主要地方道
  - 奈良県道25号月瀬針線
  - 奈良県道28号吉野室生寺針線
  - 奈良県道38号桜井都祁線
- 一般県道
  - 奈良県道127号北野吐山線
  - 奈良県道245号助命下荻線
  - 奈良県道246号馬場針ケ別所小倉線
  - 奈良県道・三重県道781号都祁名張線

#### その他
- 奥宇陀広域農道（やまなみロード）

### バス
- 奈良交通
- 三重交通（名阪国道経由の上野天理線）

## 名所・旧跡・観光スポット・祭事・催事

### 観光
- 道の駅針T・R・S
- 大和高原ボスコヴィラ
- 都祁温泉フィットネスバード

### 史跡・旧跡・天然記念物
- 小治田安萬侶の墓
- 都祁水分神社
- 三陵墓古墳
- 吐山-氷室跡
- 吐山スズラン群落

### 祭事・催事
- 10月12日 題目立（上深川・八柱神社）